# Bloqueio (militar)
Um bloqueio é o ato de impedir ativamente um país ou região de receber ou enviar alimentos, suprimentos, armas ou comunicações e, às vezes, pessoas, pela força militar. Um bloqueio difere de um embargo ou sanção, que são barreiras legais ao comércio e não barreiras físicas. Também é distinto de um cerco, pois um bloqueio geralmente é direcionado a um país ou região inteiro, em vez de uma fortaleza ou cidade, e o objetivo nem sempre é conquistar a área.
Embora a maioria dos bloqueios tenha ocorrido historicamente no mar, os bloqueios também são usados em terra para impedir a entrada de uma área. Por exemplo, a Armênia é um país sem litoral que a Turquia e o Azerbaijão a bloqueiam. Assim, a Armênia não pode realizar comércio internacional através desses países, e principalmente comércios através da Geórgia. Isso restringe o desenvolvimento econômico do país.
Uma potência bloqueadora pode tentar cortar todo o transporte marítimo de e para o país bloqueado; embora interromper todo o transporte terrestre de e para uma área também possa ser considerado um bloqueio. Os bloqueios restringem os direitos comerciais dos neutros, que devem se submeter à inspeção de contrabando, que o poder de bloqueio pode definir de forma restrita ou ampla, às vezes incluindo alimentos e remédios. No século XX, o poder aéreo também foi usado para aumentar a eficácia do bloqueio, interrompendo o tráfego aéreo dentro do espaço aéreo bloqueado.
A patrulha próxima de portos hostis, a fim de impedir que as forças navais se desloquem ao mar, também é chamada de bloqueio. Quando as cidades ou fortalezas costeiras eram sitiadas do lado da terra, os sitiantes frequentemente bloqueavam o lado do mar também. Mais recentemente, os bloqueios às vezes incluíram o corte de comunicações eletrônicas por interferência de sinais de rádio e corte de cabos submarinos.